# 莱特币
莱特币（英語：Litecoin，简写：LTC，货币符号：Ł，字義：精簡幣）是一种点对点的加密货币，也是MIT/X11许可下的一个开源软件项目。莱特币受到了比特币（BTC）的启发，并且在技术上具有相同的实现原理，莱特币的创造和转让基于一种开源的加密协议，不受到任何中央机构的管理。莱特币旨在改进比特币，与其相比，莱特币具有三种显著差异：第一，莱特币网路大约每2.5分钟（而不是10分钟）就可以处理一个块，因此可以提供更快的交易确认；第二，莱特币网路预期产出8400万个莱特币，它是比特币网路发行货币量的四倍之多；第三，莱特币在其工作量证明算法中使用了由Colin Percival首次提出的scrypt加密算法，这使其相比于比特币在普通计算机上进行莱特币挖掘更为容易（在ASIC矿机诞生之前）。每一个莱特币被分成100,000,000个更小的单位，稱為”Litoshi“，通过八位小数来界定。

## 交易速度
萊特幣計算的複雜度選擇為平均2.5分鐘生成一個區塊，比比特幣快 4 倍。可以更快地確認交易。在萊特幣網絡上激活 SegWit 後交易速度明顯提高。交易通常在6個區塊或15分鐘後被認為完成。 

## 交易
由一个类似于比特币的点对点网路，通过Scrypt工作量证明方案来处理莱特币交易、结余以及发行（当一个足够小的哈希值被发现时，一个块就会被创建，此时莱特币就会被发行，而发现这个和创建块的过程被称作“挖矿”）。莱特币的发行速率变化是等比数列，每四年（每840,000个块）减少一半，最终达到总量8400万个LTC。不同于比特币，Scrypt所具有的記憶體密集特性让莱特币更适合用通用图形处理器（GPU）进行“挖矿”。为Scrypt实施的FPGA（现场可编辑逻辑门阵列）和ASIC（专用集成电路），相比于比特币使用的SHA-256更为昂贵。
莱特币当前可以交换法定货币以及比特币等大多数电子货币，大多数通过线上交易平台。而可撤销的交易（比如用信用卡进行的交易）一般不用于购买莱特币，因为莱特币的交易是不可逆的，有退款风险。

## 历史
莱特币于2011年10月7日通过Github发布了开源客户端。截止到2025年6月21日，客户端的最新版本为v0.21.4。
2013年4月13日，莱特币被作为比特币的替代於新闻上得到了报道。
2013年4月30日，全球最大的比特币交易商Mt.Gox宣布暂时推迟对莱特币支援的交易计划。Mt.Gox表示本来在最近两周计划推出支援莱特币交易的平台，但是由于网站受到了大规模的DDOS攻击而使计划拖延。
2013年7月3日，Mt.Gox在今天推出LTC交易用的API，為正式上線做準備。同年11月，莱特币的市值增加至十億美金。
2014年2月24日，Mt.Gox在晚上10時30分停止服務，而後申請破產。
2014年6月24日，線上钱包服务商Hive新增支援莱特币。Hive一直强调用户体验，还开发了寻找附近的人，以供用户寻找附近使用Hive服务的同伴。
2017年5月，莱特币成為首五個市值最高的加密貨幣之一。
2021年9月13日，环球电讯社发布通告称沃尔玛宣布与莱特币合作，用户于10月1日后，在沃尔玛网上购物时可选择用莱特币作为交易货币作为结算。后来，沃尔玛澄清这是假新闻，路透社、CNBC等知名媒体和报社先后转发，莱特币的币值因此跌回接近原价。

### 客户端平台[17]
- Microsoft Windows
- macOS
- Linux
- Android